# Aleksiej Szczebielin
Aleksiej Szczebielin, ros. Алексей Щебелин (ur. 13 lipca 1981 w Leningradzie) – rosyjski kolarz szosowy.

## Ważniejsze zwycięstwa i sukcesy
- 2006
  - etap w Giro della Valle d’Aosta
  - etap w Giro del Friuli
- 2007 
  - etap w Paths of King Nikola
- 2008
  - Tour du Maroc
    - wygrane trzy etapy

  - Circuito Montañés
    - wygrany etap
- 2009
  - Dookoła Rumunii
    - wygrane trzy etapy